# 콜리반현

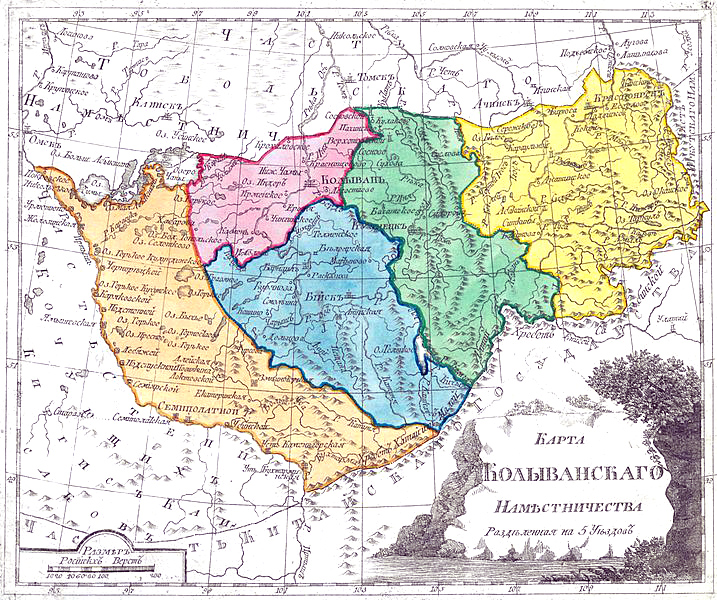
콜리반현의 지도

콜리반현(러시아어: Колыванская губерния)은 1783년부터 1796년까지 존재했던 러시아 제국의 현으로 현도는 콜리반(현재의 베르츠크)이다. 1796년 이르쿠츠크현, 토볼스크현으로 나뉘었다.